# جرب جوهر (أسلم)

تعديل مصدري - تعديل

جرب جوهر هي إحدى قرى عزلة أسلم اليمن بمديرية أسلم التابعة لمحافظة حجة، بلغ تعداد سكانها 52 نسمة حسب تعداد اليمن لعام 2004.